# جامعة تسينغ هوا الوطنية
{{معلومات مدرسة
| name = جامعة تسينغ هوا الوطنية
| image = 
|established    = 1956
| النوع = جامعة
| المدير = 
| المدينة = سين شو
| الدولة =  تايوان
| اللغة = 
|website =الموقع الرسمي

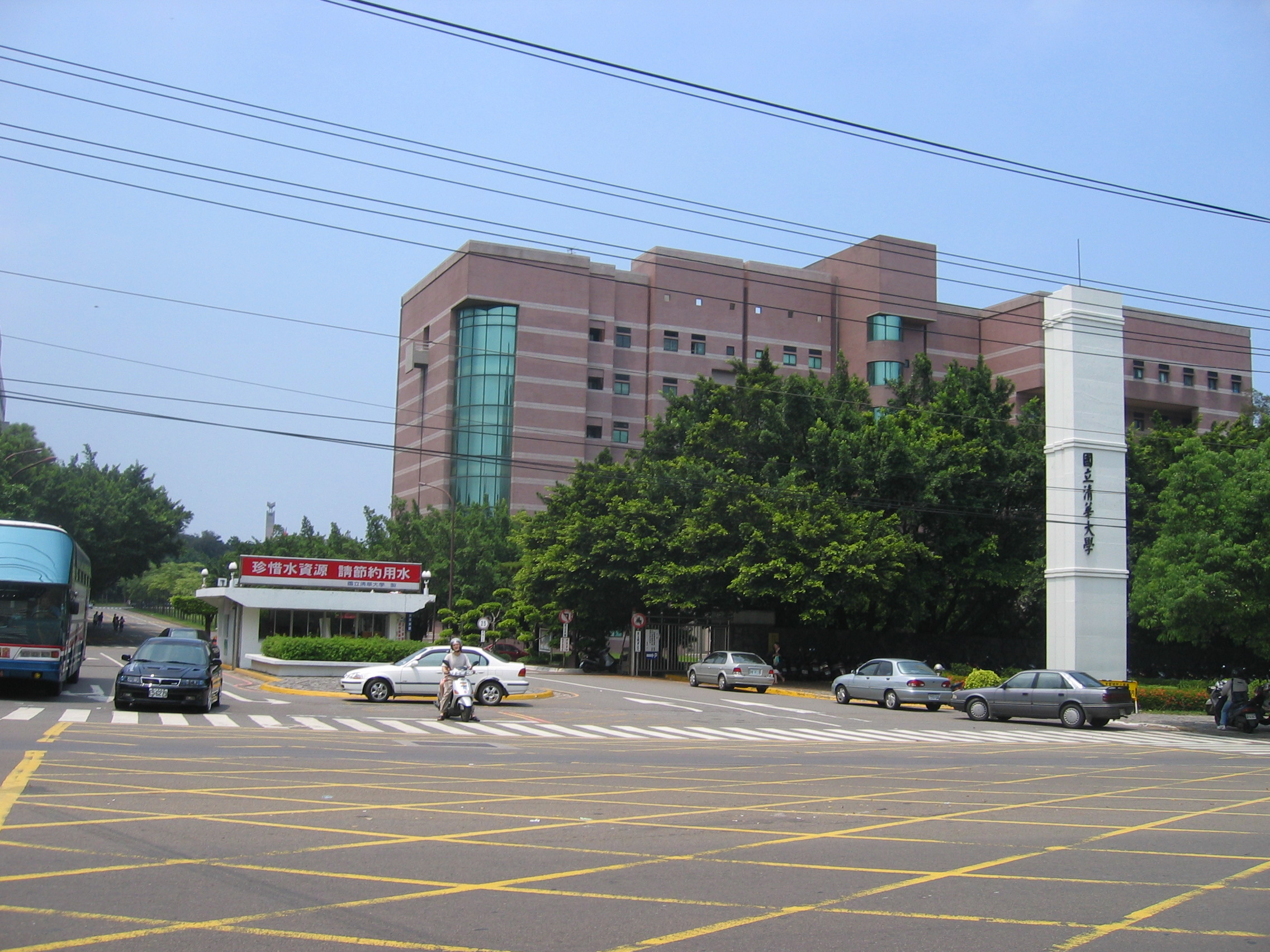
صورة للجامعة

جامعة تسينغ هوا الوطنية (بالصينية: 國立清華大學)، هي جامعة دولية عامة تقع في سين شو، تايوان.

## الروابط الخارجية
1. ↑  "معلومات عن جامعة تسينغ هوا الوطنية على موقع ido.ringgold.com". ido.ringgold.com. مؤرشف من الأصل في 2019-12-15.
2. ↑  "معلومات عن جامعة تسينغ هوا الوطنية على موقع data.crossref.org". data.crossref.org. مؤرشف من الأصل في 2019-12-16.

- National Tsing Hua University official website